# 유한량
유한량(劉漢良)은 조선의 관료이다. 본관은 강릉이고, 조선 개국공신 유창의 증손자이다. 자(字)는 충겸(忠謙)이며 호(號)는 은재(隱齋)이다. 

## 생애
효성으로 천거되어 돈녕도정(敦寧都正)에 제수되고, 무장현감(茂長縣監)을 지내다가 1571년(선조 4년) 탄핵되었다. 임진왜란(壬辰倭亂)이 일어나자 창의사(倡義使) 김천일(金千鎰)이 진주(晉州)를 지킨다는 소식을 듣고, 김준민(金俊民)과 함께 좌의부장(左義部將) 장윤(張潤)의 진(陣)에 나아가 적(賊) 수명(數名)을 베었다. 화살이 떨어지자 죽창으로 대전했지만, 성이 함락되자 김천일(金千鎰) 등과 함께 남강(南江)에 투신(投身)하였다.

## 사후
선무원종공신(宣武原從功臣)에 녹훈(錄勳)되었고, 고창(高敞)의 검암사(儉巖祠), 장성 송계서원에 배향(配享)되었다.

## 가족
- 증조부 : 유창(劉敞)
- 증조모 : 광주 이씨 - 판전교시사(判典校寺事), 증 좌찬성(左贊成) 이집(李集)의 딸
  - 조부 : 유인통 - 사섬서 령(司贍署令), 이조판서
  - 조모 : 평양 조씨 - 판선공감사, 선산도호부사를 지낸 조진(趙瑨)의 딸
    - 아버지 : 유계주 - 유인통의 삼남. 자(字)는 국헌(國憲), 호(號)는 성재(省齋) 이조좌랑(吏曹佐郞) 역임.
    - 어머니 : 연안 김씨 - 대사간(大司諫) 육(堉)의 딸